# Cyclops vicinus
Cyclops vicinus – gatunek widłonoga z rodziny Cyclopidae. Nazwa naukowa gatunku została po raz pierwszy opublikowana w 1875 roku przez rosyjskiego zoologa Wasilija Uljanina.